# Sours
Sours [suʁ] est une commune française située dans le département d'Eure-et-Loir, en région Centre-Val de Loire. Son histoire, du néolithique à nos jours, est marquée par son importance dans l'histoire de l'agriculture céréalière. Son territoire représente 3 315 hectares dont 90 % de terres de culture. Proportionnellement à son aspect « rural » et à son nombre d'habitants, la commune bénéficie d'une vie associative importante. La Roguenette, un affluent de l'Eure, prend sa source au milieu du village.

## Géographie

### Situation
Sours est située dans le nord-ouest de la France, à 93 km au sud-ouest de Paris.
La ville de Sours s'est développée dans la petite vallée de la Roguenette, un affluent de l'Eure dans la plaine de Beauce. Après l'occupation de la vallée, la ville s'est étendue sur la plaine, autant vers Chartres que vers Francourville.

Situation géographique
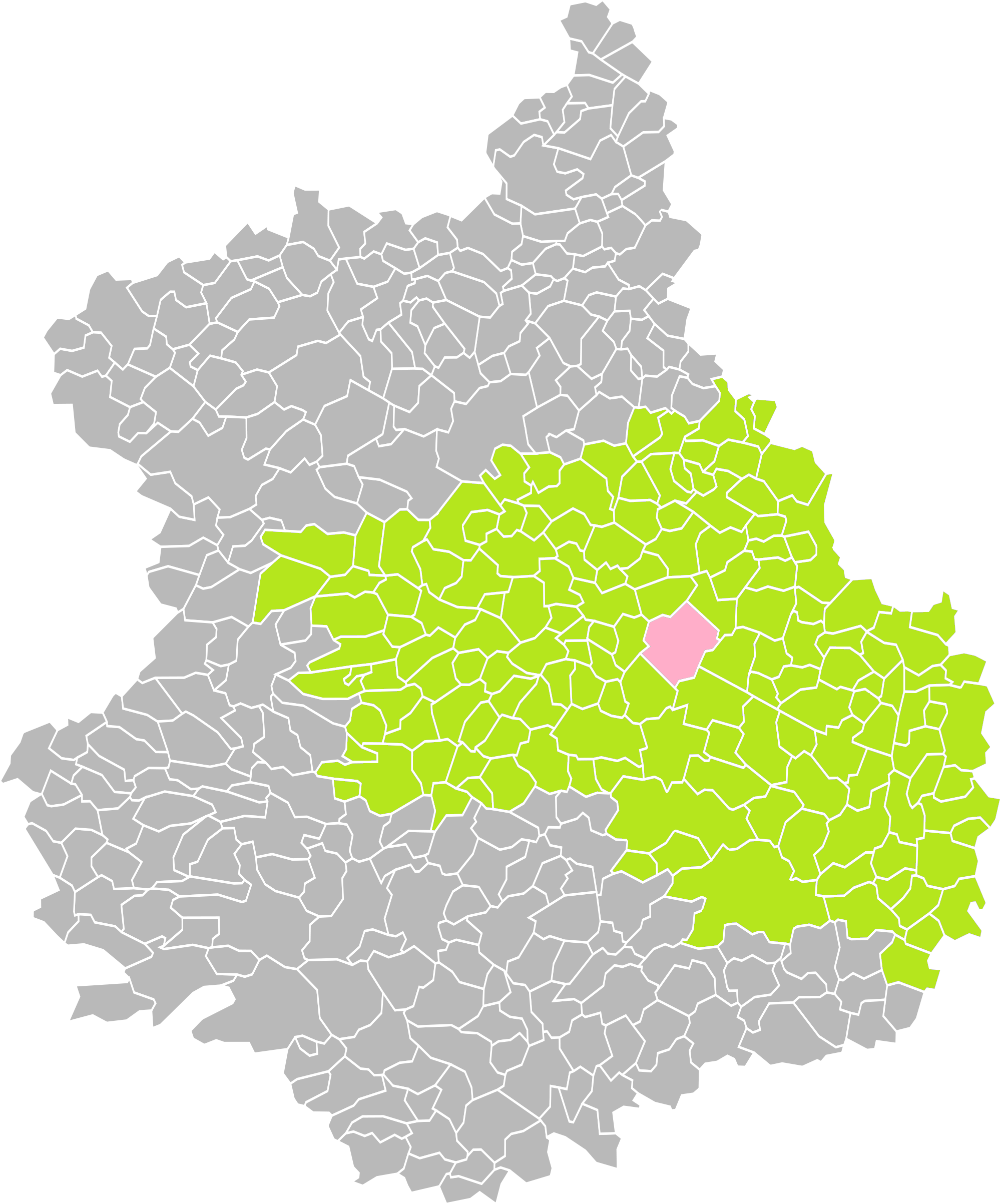
Sours dans son arrondissement.
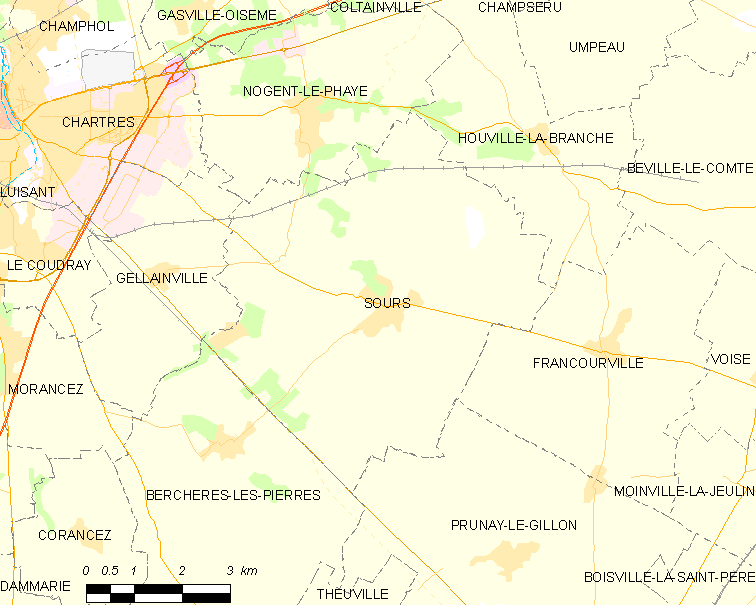
Carte de la commune de Sours.

### Communes limitrophes
| Nogent-le-Phaye | Houville-la-Branche   | Béville-le-Comte |
| Chartres        | Sours                 | Francourville    |
| Gellainville    | Berchères-les-Pierres | Prunay-le-Gillon |

### Hameaux et lieux-dits
Outre le bourg, la commune compte 4 hameaux :
- Génerville ;
- Brétigny ;
- Chandres ;
- La Saussaye ;

Ainsi que de nombreux lieux-dits, dont Lorville, le PN9 (passage à niveau no 9), le Moulin, etc.

### Climat
Pour des articles plus généraux, voir Climat du Centre-Val de Loire et Climat d'Eure-et-Loir.
En 2010, le climat de la commune est de type climat océanique dégradé des plaines du Centre et du Nord, selon une étude du Centre national de la recherche scientifique s'appuyant sur une série de données couvrant la période 1971-2000. En 2020, Météo-France publie une typologie des climats de la France métropolitaine dans laquelle la commune est exposée à un climat océanique altéré et est dans la région climatique  Sud-ouest du bassin Parisien, caractérisée par une faible pluviométrie, notamment au printemps (120 à 150 mm) et un hiver froid (3,5 °C). 
Pour la période 1971-2000, la température annuelle moyenne est de 10,5 °C, avec une amplitude thermique annuelle de 14,6 °C. Le cumul annuel moyen de précipitations est de 646 mm, avec 10,7 jours de précipitations en janvier et 7,7 jours en juillet. Pour la période 1991-2020, la température moyenne annuelle observée sur la station météorologique installée sur la commune est de 11,6 °C et le cumul annuel moyen de précipitations est de 587,6 mm,. Pour l'avenir, les paramètres climatiques de la commune estimés pour 2050 selon différents scénarios d'émission de gaz à effet de serre sont consultables sur un site dédié publié par Météo-France en novembre 2022.
| Mois                                  | jan.           | fév.           | mars           | avril         | mai           | juin          | jui.          | août          | sep.          | oct.          | nov.           | déc.           | année      |
| ------------------------------------- | -------------- | -------------- | -------------- | ------------- | ------------- | ------------- | ------------- | ------------- | ------------- | ------------- | -------------- | -------------- | ---------- |
| Température minimale moyenne (°C)     | 1,7            | 1,3            | 3,2            | 4,8           | 8,1           | 11,6          | 13,3          | 13,2          | 10,5          | 8,2           | 5,1            | 2,3            | 6,9        |
| Température moyenne (°C)              | 4,3            | 4,8            | 7,7            | 10,6          | 13,8          | 17,2          | 19,6          | 19,4          | 16,2          | 12,4          | 8,2            | 5              | 11,6       |
| Température maximale moyenne (°C)     | 6,9            | 8,3            | 12,2           | 16,3          | 19,4          | 22,9          | 26            | 25,6          | 21,9          | 16,6          | 11,2           | 7,8            | 16,3       |
| Record de froid (°C) date du record   | −15,8 08.01.10 | −14,8 07.02.12 | −10,2 13.03.13 | −6 06.04.21   | −0,6 02.05.21 | 4,3 03.06.13  | 6 31.07.15    | 5,4 26.08.18  | 1,9 30.09.12  | −2,9 21.10.10 | −12,9 30.11.10 | −11,9 18.12.09 | −15,8 2010 |
| Record de chaleur (°C) date du record | 14,4 08.01.14  | 19,9 27.02.19  | 24,3 31.03.21  | 28,6 20.04.18 | 29,7 15.05.22 | 36,5 18.06.22 | 40,9 25.07.19 | 38,6 08.08.20 | 35,1 09.09.23 | 29,8 02.10.23 | 20,9 07.11.15  | 15,1 30.12.22  | 40,9 2019  |
| Précipitations (mm)                   | 44,6           | 38,6           | 44,3           | 40,4          | 63,9          | 57            | 38,3          | 46            | 42,9          | 55,7          | 55,9           | 60             | 587,6      |

## Urbanisme

### Typologie
Au 1er janvier 2024, Sours est catégorisée bourg rural, selon la nouvelle grille communale de densité à 7 niveaux définie par l'Insee en 2022.
Elle est située hors unité urbaine. Par ailleurs la commune fait partie de l'aire d'attraction de Chartres, dont elle est une commune de la couronne,. Cette aire, qui regroupe 117 communes, est catégorisée dans les aires de 50 000 à moins de 200 000 habitants,.

### Occupation des sols
L'occupation des sols de la commune, telle qu'elle ressort de la base de données européenne d’occupation biophysique des sols Corine Land Cover (CLC), est marquée par l'importance des territoires agricoles (90,9 % en 2018), une proportion sensiblement équivalente à celle de 1990 (90,7 %). La répartition détaillée en 2018 est la suivante : 
terres arables (90,2 %), forêts (5,5 %), zones urbanisées (3,6 %), zones agricoles hétérogènes (0,8 %). L'évolution de l’occupation des sols de la commune et de ses infrastructures peut être observée sur les différentes représentations cartographiques du territoire : la carte de Cassini (XVIIIe siècle), la carte d'état-major (1820-1866) et les cartes ou photos aériennes de l'IGN pour la période actuelle (1950 à aujourd'hui).

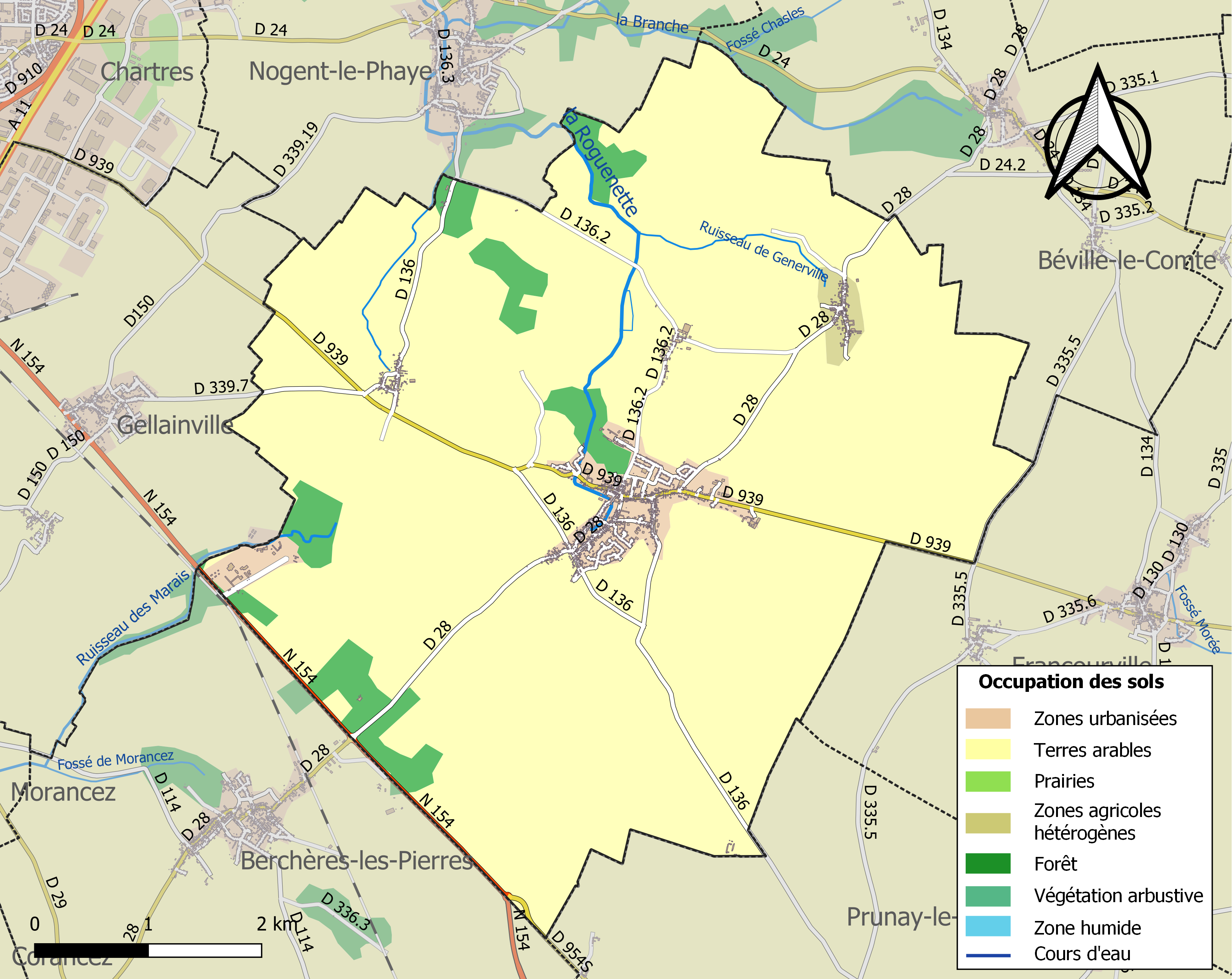
Carte des infrastructures et de l'occupation des sols de la commune en 2018 (CLC).

### Risques majeurs
Le territoire de la commune de Sours est vulnérable à différents aléas naturels : météorologiques (tempête, orage, neige, grand froid, canicule ou sécheresse), inondations, mouvements de terrains et séisme (sismicité très faible). Il est également exposé à un risque technologique, le transport de matières dangereuses. Un site publié par le BRGM permet d'évaluer simplement et rapidement les risques d'un bien localisé soit par son adresse soit par le numéro de sa parcelle.

#### Risques naturels
Certaines parties du territoire communal sont susceptibles d’être affectées par le risque d’inondation par débordement de cours d'eau, notamment la Roguenette. La commune a été reconnue en état de catastrophe naturelle au titre des dommages causés par les inondations et coulées de boue survenues en 1999 et 2001,.

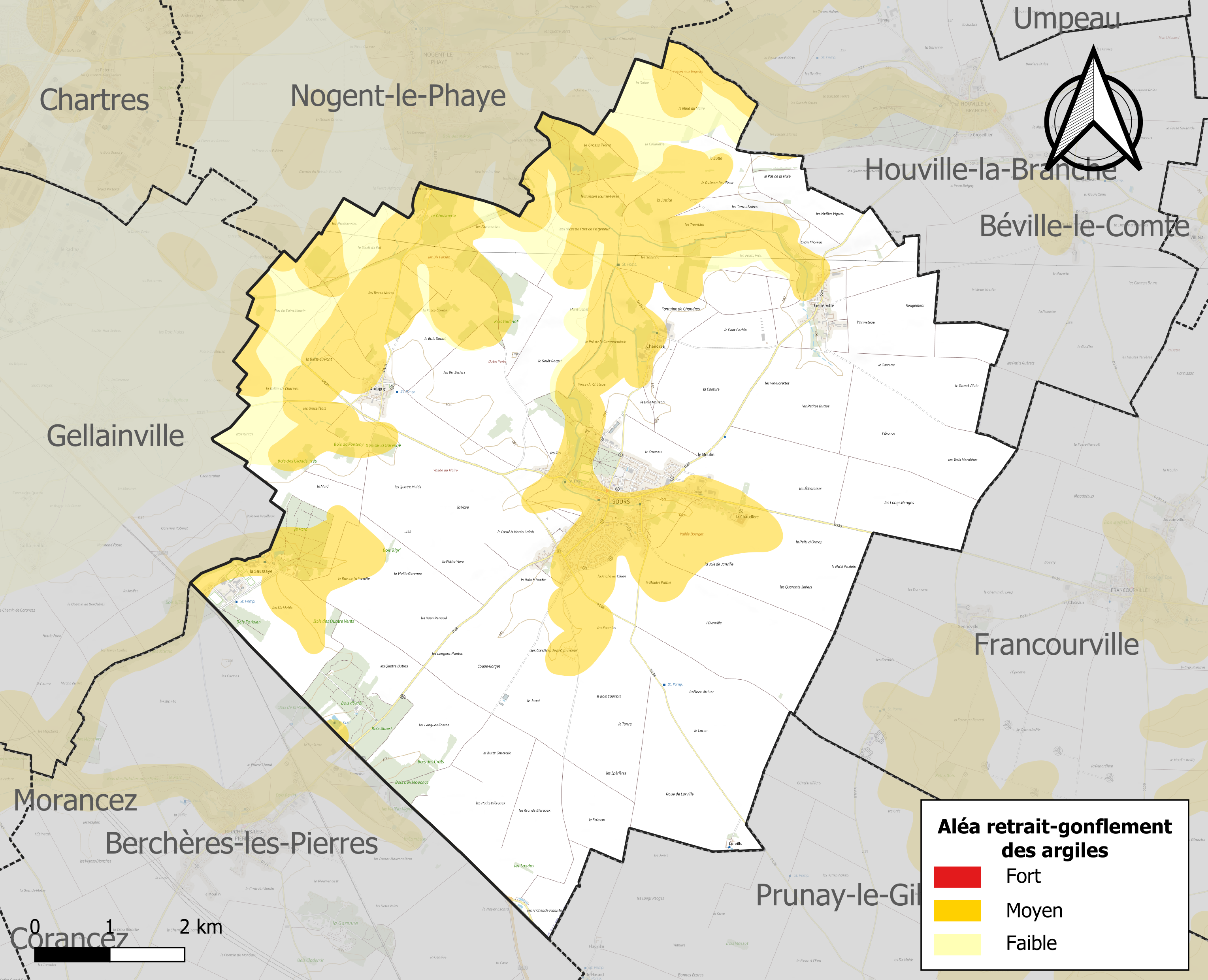
Carte des zones d'aléa retrait-gonflement des sols argileux de Sours.

Les mouvements de terrains susceptibles de se produire sur la commune sont des affaissements et effondrements liés aux cavités souterraines. L'inventaire national des cavités souterraines permet de localiser celles situées sur la commune.
Le retrait-gonflement des sols argileux est susceptible d'engendrer des dommages importants aux bâtiments en cas d’alternance de périodes de sécheresse et de pluie. 27,8 % de la superficie communale est en aléa moyen ou fort (52,8 % au niveau départemental et 48,5 % au niveau national). Sur les 772 bâtiments dénombrés sur la commune en 2019, 561 sont en aléa moyen ou fort, soit 73 %, à comparer aux 70 % au niveau départemental et 54 % au niveau national. Une cartographie de l'exposition du territoire national au retrait gonflement des sols argileux est disponible sur le site du BRGM,.
Concernant les mouvements de terrains, la commune a été reconnue en état de catastrophe naturelle au titre des dommages causés par des mouvements de terrain en 1999.

#### Risques technologiques
Le risque de transport de matières dangereuses sur la commune est lié à sa traversée par des infrastructures routières ou ferroviaires importantes ou la présence d'une canalisation de transport d'hydrocarbures. Un accident se produisant sur de telles infrastructures est en effet susceptible d’avoir des effets graves au bâti ou aux personnes jusqu’à 350 m, selon la nature du matériau transporté. Des dispositions d’urbanisme peuvent être préconisées en conséquence.

## Toponymie
Noms de la commune à travers l'histoire :
- Serae en 930 d’après le cartulaire de Saint-Père-en-Vallée ;
- Seorsum en 1099 ;
- Sevors en 1207 d’après le chapitre de l’abbaye de saint-Jean-en-vallée ;
- Soors vers 1160 ;
- Sordae vers 1180 d’après le chapitre de la léproserie du grand Beaulieu ;
- Sohors en 1220 d’après le chapitre du prieuré de la Bourdinière ;
- Sours 1443 dans le registre des contrats du chapitre de Chartres ;
- Surdae (1626) ;
- Sors d’après le livre des miracles ;
- Saint Germain de Sours (1736) puis abrégé en "Sours" ;
- Sois (1902) dans le cartulaire de l'abbé Métais.

On appelle aujourd'hui ses habitants les "Sourcéens" ou "Sourséens".
Son nom aurait une origine celte, il pourrait signifier: la "source". En effet, la Roguenette, affluent de l'Eure, prend sa source au milieu du village.
Au hameau de Chandres, se situe également la source d'une petite rivière dont le lit a été modifié lors de la création des réseaux d'irrigation pour les cultures.

## Les Templiers et les Hospitaliers
La commanderie de Sours, d'abord propriété d'Alix de France puis concédée à l'ordre du Temple qui en fit un de ses lieux les plus importants. Elle fut dévolue en 1312 au Hospitaliers de l'ordre de Saint-Jean de Jérusalem.

## Politique et administration

### Liste des maires
| Période                                  | Période  | Identité                             | Étiquette | Qualité                       |
| ---------------------------------------- | -------- | ------------------------------------ | --------- | ----------------------------- |
| septembre 1926                           | 1971     | Jacques Gautron                      | Rad. ind. | Sénateur d'Eure-et-Loir       |
| septembre 1977                           | 1989     | Denise Egasse                        |           |                               |
| septembre 1989                           | 1992     | Michel Morin                         |           |                               |
| 1992                                     | 1995     | 1er conseiller municipal par intérim |           |                               |
| mars 2001                                | 2014     | Claude Joseph                        |           |                               |
| mars 2014                                | En cours | Jean-Michel Plault,                  |           | Cadre de la fonction publique |
| Les données manquantes sont à compléter. |          |                                      |           |                               |

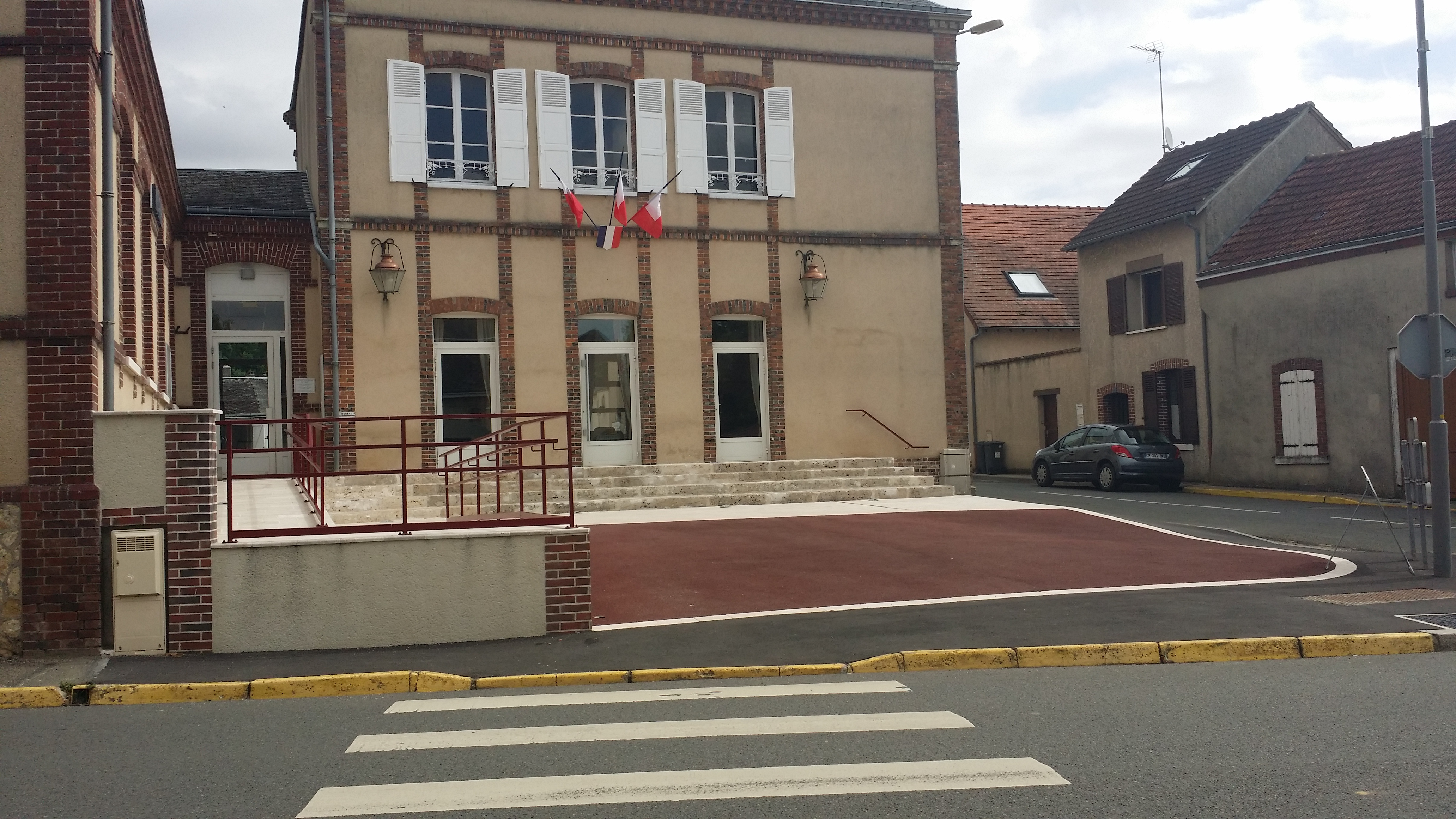
La mairie.

En janvier 2012, le village rejoint la communauté d'agglomération Chartres Métropole.

### Jumelages
| Ville | Ville    | Pays | Pays      | Période     |
| ----- | -------- | ---- | --------- | ----------- |
|       | Dienheim |      | Allemagne | depuis 1977 |

## Population et société

### Démographie
L'évolution du nombre d'habitants est connue à travers les recensements de la population effectués dans la commune depuis 1793. Pour les communes de moins de 10 000 habitants, une enquête de recensement portant sur toute la population est réalisée tous les cinq ans, les populations de référence des années intermédiaires étant quant à elles estimées par interpolation ou extrapolation. Pour la commune, le premier recensement exhaustif entrant dans le cadre du nouveau dispositif a été réalisé en 2006.

En 2022, la commune comptait 1 964 habitants, en évolution de +0,67 % par rapport à 2016 (Eure-et-Loir : −0,23 %, France hors Mayotte : +2,11 %).
| 1793  | 1800  | 1806  | 1821  | 1831  | 1836  | 1841  | 1846  | 1851  |
| ----- | ----- | ----- | ----- | ----- | ----- | ----- | ----- | ----- |
| 1 634 | 1 200 | 1 176 | 1 181 | 1 358 | 1 325 | 1 328 | 1 309 | 1 334 |

| 1856  | 1861  | 1866  | 1872  | 1876  | 1881  | 1886  | 1891  | 1896  |
| ----- | ----- | ----- | ----- | ----- | ----- | ----- | ----- | ----- |
| 1 380 | 1 310 | 1 346 | 1 316 | 1 322 | 1 294 | 1 321 | 1 324 | 1 312 |

| 1901  | 1906  | 1911  | 1921  | 1926  | 1931  | 1936  | 1946  | 1954  |
| ----- | ----- | ----- | ----- | ----- | ----- | ----- | ----- | ----- |
| 1 294 | 1 235 | 1 214 | 1 094 | 1 100 | 1 105 | 1 032 | 1 086 | 1 060 |

| 1962  | 1968  | 1975  | 1982  | 1990  | 1999  | 2006  | 2011  | 2016  |
| ----- | ----- | ----- | ----- | ----- | ----- | ----- | ----- | ----- |
| 1 034 | 1 108 | 1 239 | 1 262 | 1 513 | 1 666 | 1 721 | 1 852 | 1 951 |

| 2021  | 2022  | - | - | - | - | - | - | - |
| ----- | ----- | - | - | - | - | - | - | - |
| 1 969 | 1 964 | - | - | - | - | - | - | - |

### Enseignement
Sours compte :
- l'établissement public local d'enseignement et de formation professionnelle agricole de La Saussaye[26] comprenant :
  - le lycée d'enseignement général, technologique et professionnel ;
  - le centre de formation pour apprentis ;
  - le centre de formation pour adultes ;
  - une exploitation agricole.
- une école maternelle publique
- une école primaire publique.
- une école primaire et maternelle privée.

### Culture, sports et vie associative

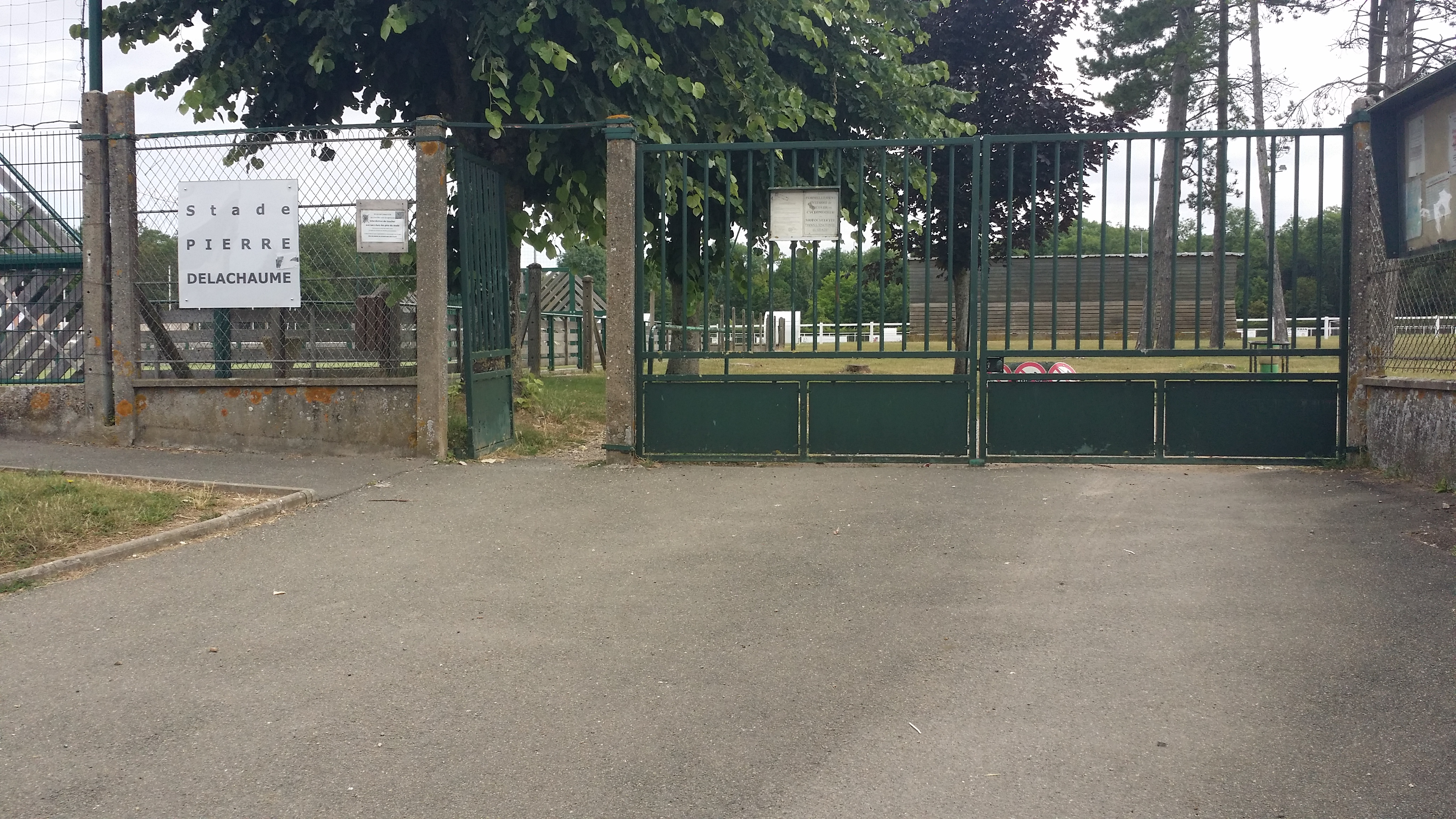
Stade Pierre Delachaume.

Malgré sa ruralité et sa petite population (moins de 2 000 habitants), la commune connaît une riche activité associative. L'esprit associatif est ancré dans la mentalité locale au moins depuis le XIXe siècle, à l'époque où les habitants ont rassemblé leurs efforts financiers, manuels et artistique pour reconstruire la chapelle Saint-Jean-Baptiste de Génerville. Parmi les associations les plus fréquentées et actives on trouve :
- L'amicale de Sours, dont dépendent six sections : clubs sportifs de tir, football[27], gym, judo et randonnée, ainsi que l'association des parents d'élèves des écoles publique et la section culturelle ;
- L'amicale des sapeurs-pompiers et des jeunes sapeurs-pompiers ;
- L’école de musique de Sours et son union musicale[28] ;
- L'association de jumelage avec la ville de Dienheim en Allemagne. Étant l'un des plus fraternels du pays, il est « Second jumelage de France » en 1997, lors de la célébration de ses 20 ans.
- L'association « Parc et Nature », qui aide notamment à l'entretien du parc du château de Sours ;
- La troupe de théâtre bénévole « Les quiproquos »[29].

## Économie
Une micro-brasserie, L'Eurélienne, est installée sur le territoire de la commune (en direction du hameau de Chandres).

## Culture locale et patrimoine

### Lieux et monuments

#### Château de Sours
Inscrit MH (1987)
Le château de Sours est entouré d'un parc divisé en deux parties, publique et privée, où l'on trouve un corps de logis de 1653, une faune particulière ainsi qu'un ancien système d'irrigation dont l'étang principal est appelé le « canal ».

#### Commanderie
La commanderie de Sours, d'abord propriété d'Alix de France puis concédée à l'ordre du Temple puis en 1312 au Hospitaliers de l'ordre de Saint-Jean de Jérusalem.

#### Domaine de la Saussaye
Le domaine de La Saussaye bénéficie d'un grand parc dont le château, aujourd'hui démoli, a pu appartenir à Louis de La Saussaye, un érudit français et fut construit vers 1450 par Robert de Bugy, contrôleur des greniers à sel de la région de Blois et écuyer du roi François Ier, seigneur du lieu.

#### Église Saint-Germain
L'église Saint-Germain est reconstruite à la Révolution française après sa destruction par une tempête en 1788. Elle est terminée en 1803.
Elle abrite les vitraux de généreux donateurs, réalisés aux XIXe et XXe siècles par les ateliers Lorin et Bernard Campin.

L'église Saint-Germain-et-Saint-Symphorien
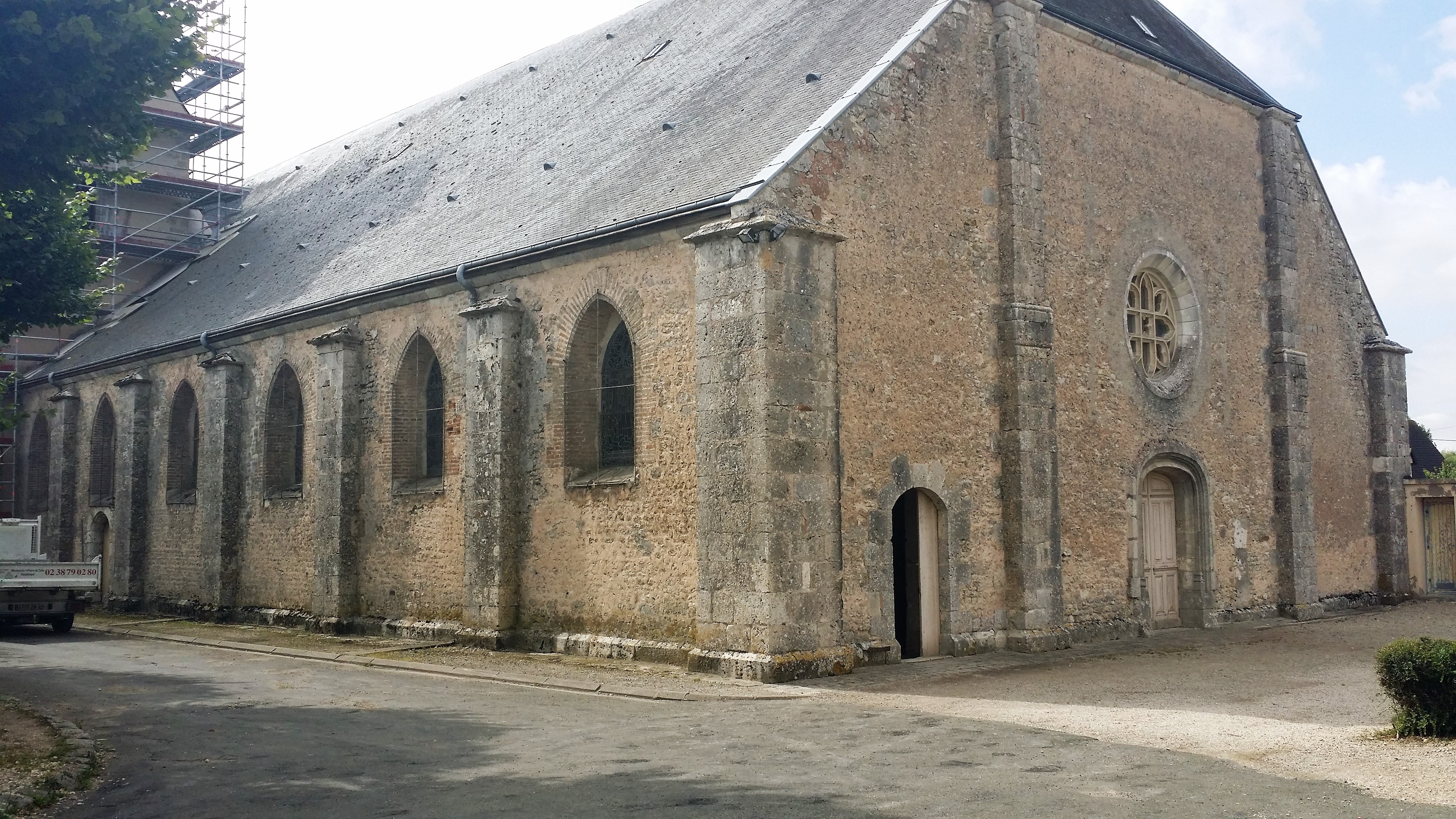
Façade ouest et mur nord.
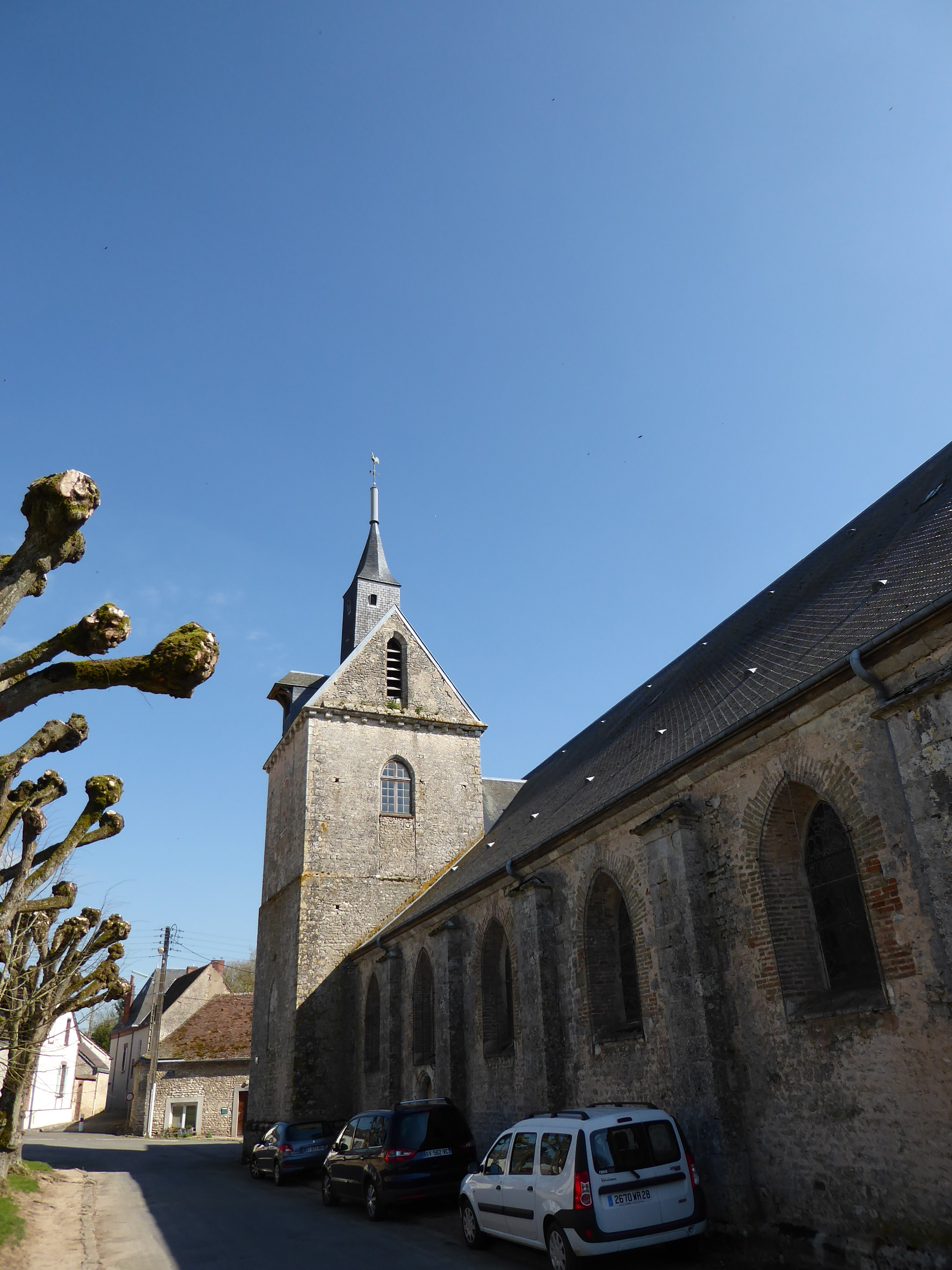
Clocher et mur nord.
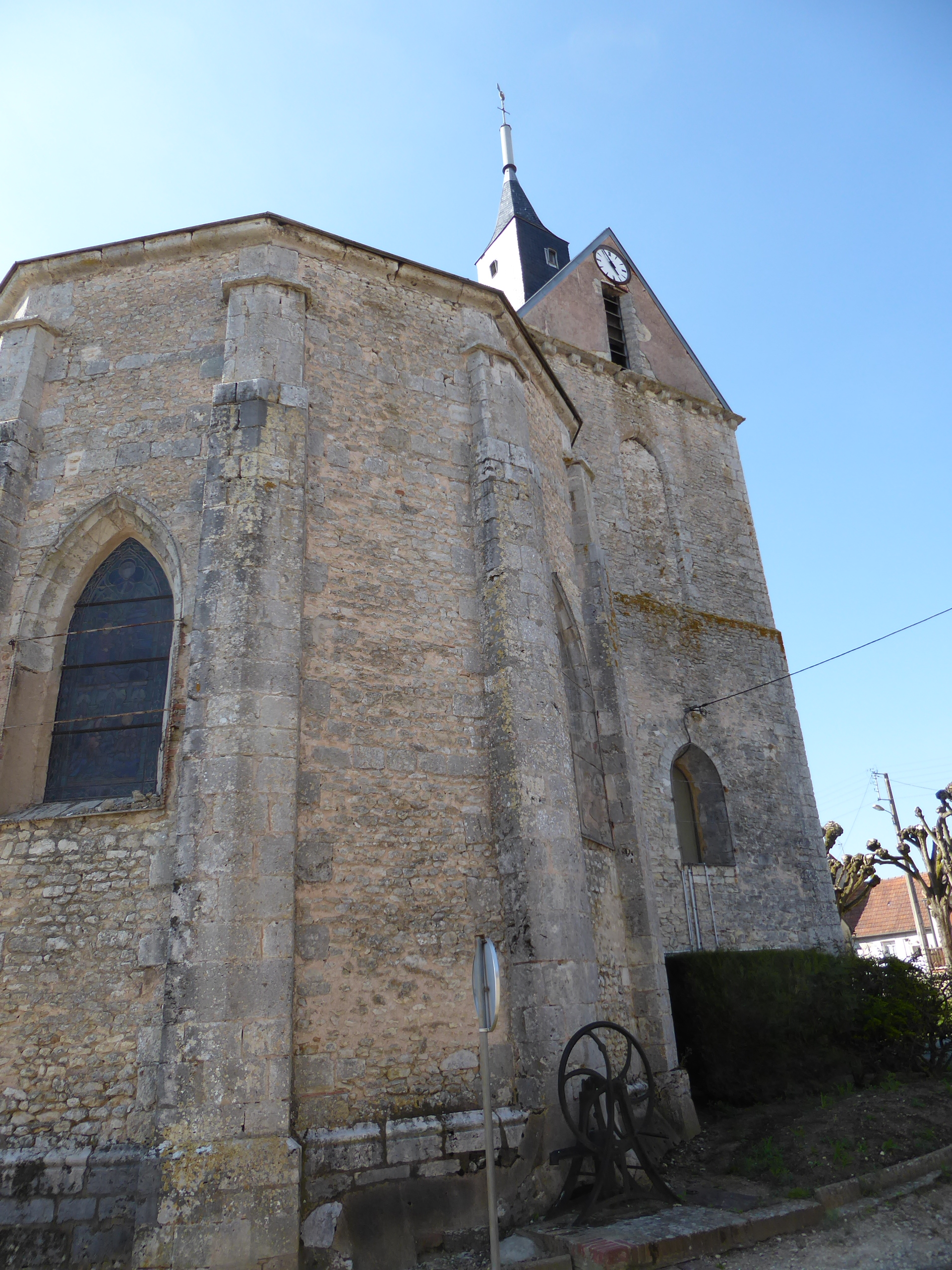
Chevet et clocher.
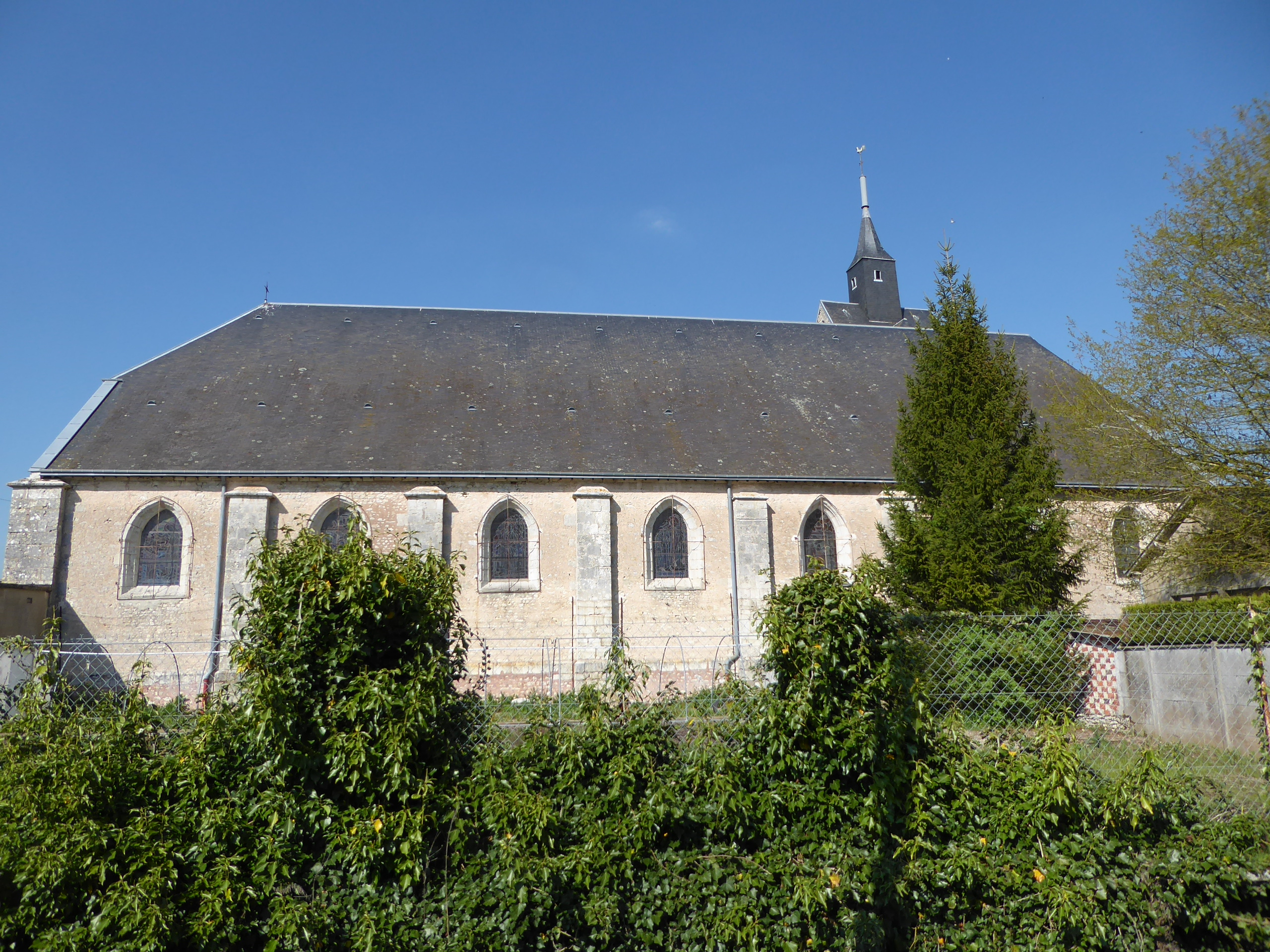
Mur sud.

#### Chapelle Saint-Jean-Baptiste de Génerville
La chapelle Saint-Jean-Baptiste de Génerville, symbole du courant associatif des Sourcéens dans l'histoire.

#### Autres lieux et monuments
- La source de la Roguenette, sous la rue Moinet, et celle du Ru de Chandres ;
- Les lavoirs du Clos de Brye, de Chandres et de Fonteny ;
- Au hameau de Brétigny, la stèle rappelant le traité de Brétigny ;
- La Pierre Complissée, sépulture néolithique sous dalle[33] ;
- Le monument aux morts, rue Pasteur ;
- Le grand silo jaune qui domine la commune ;
- L'ancienne gare des tramways d'Eure-et-Loir, au pied du grand silo.

Autres lieux et monuments de Sours
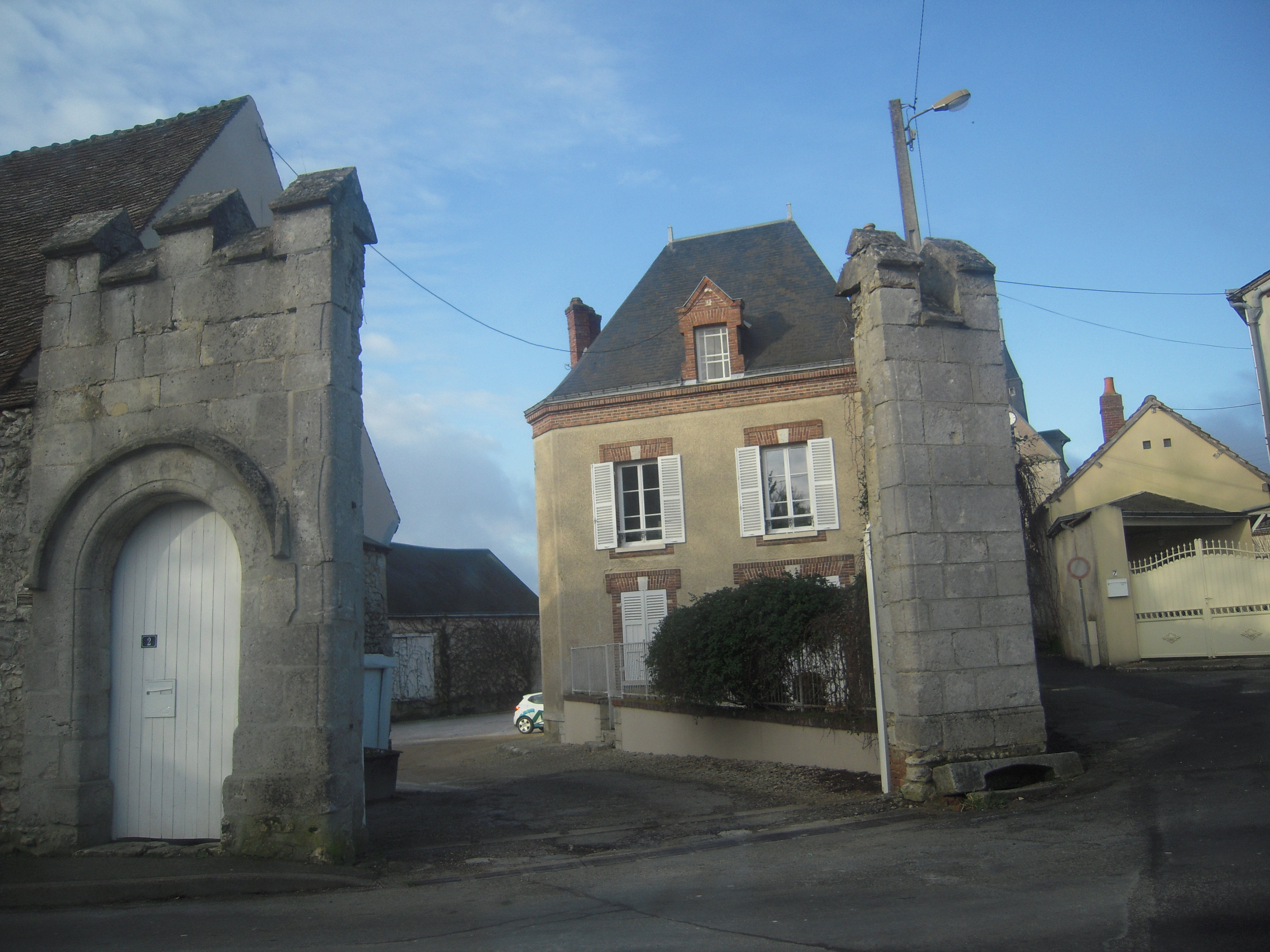
La porte crénelée de la commanderie de Sours.
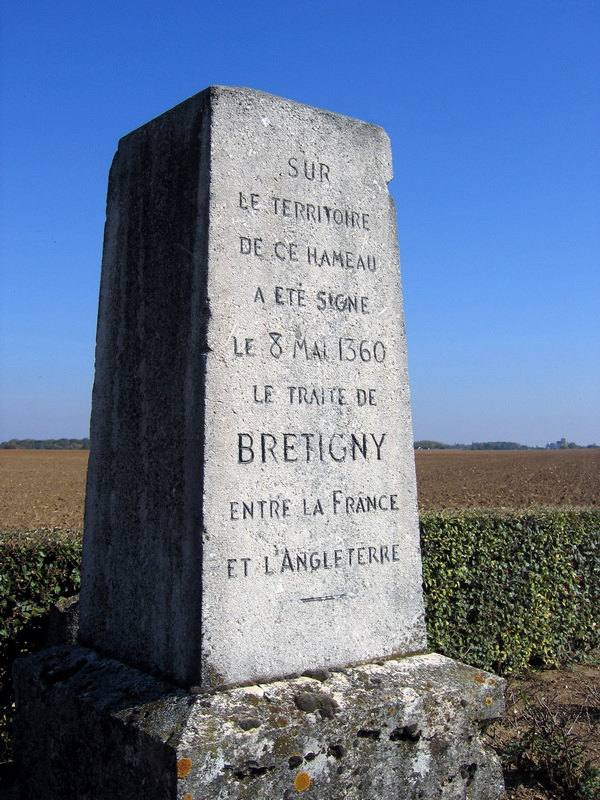
Stèle du traité de Brétigny.
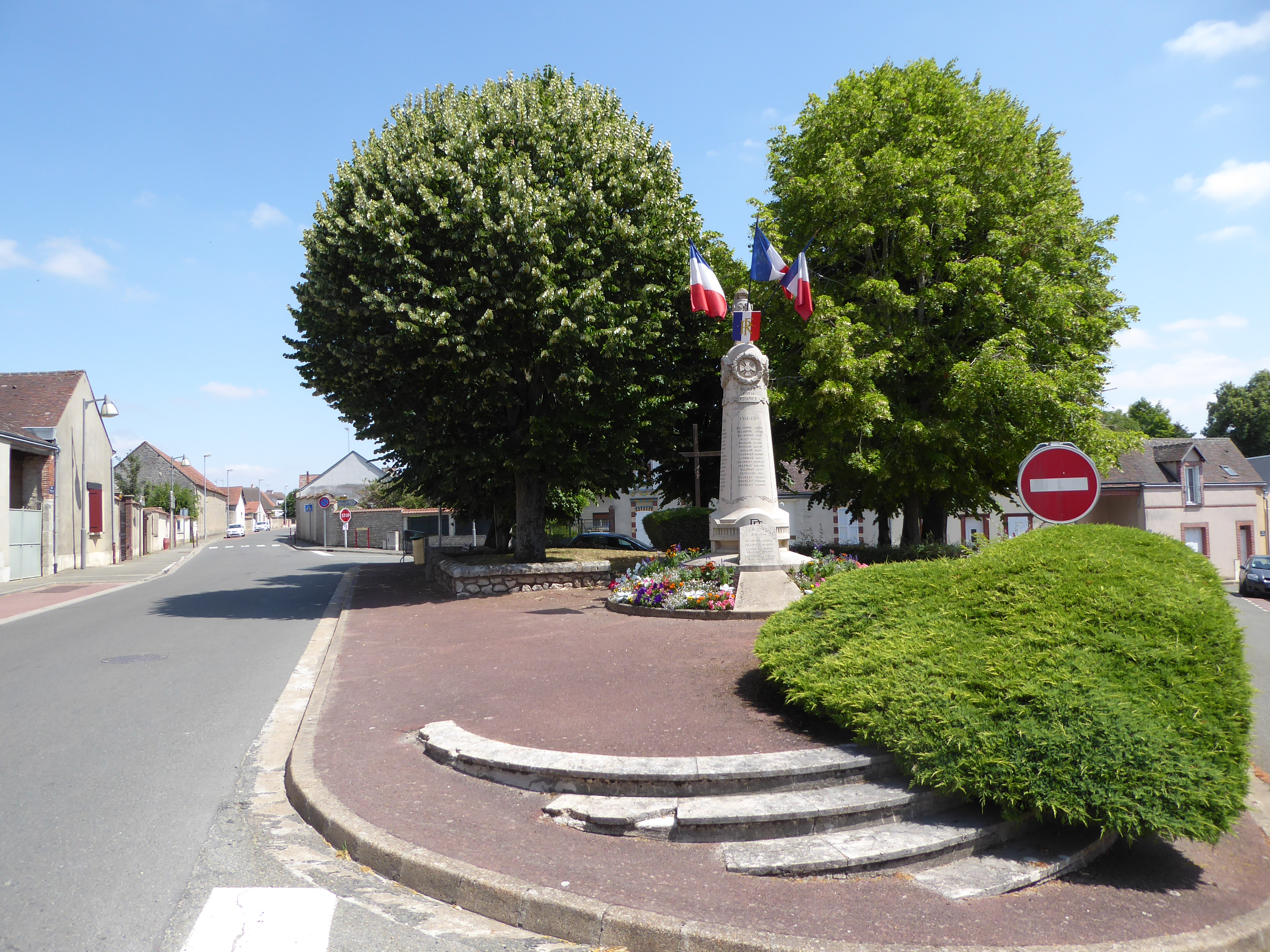
Monument aux morts, rue Pasteur.
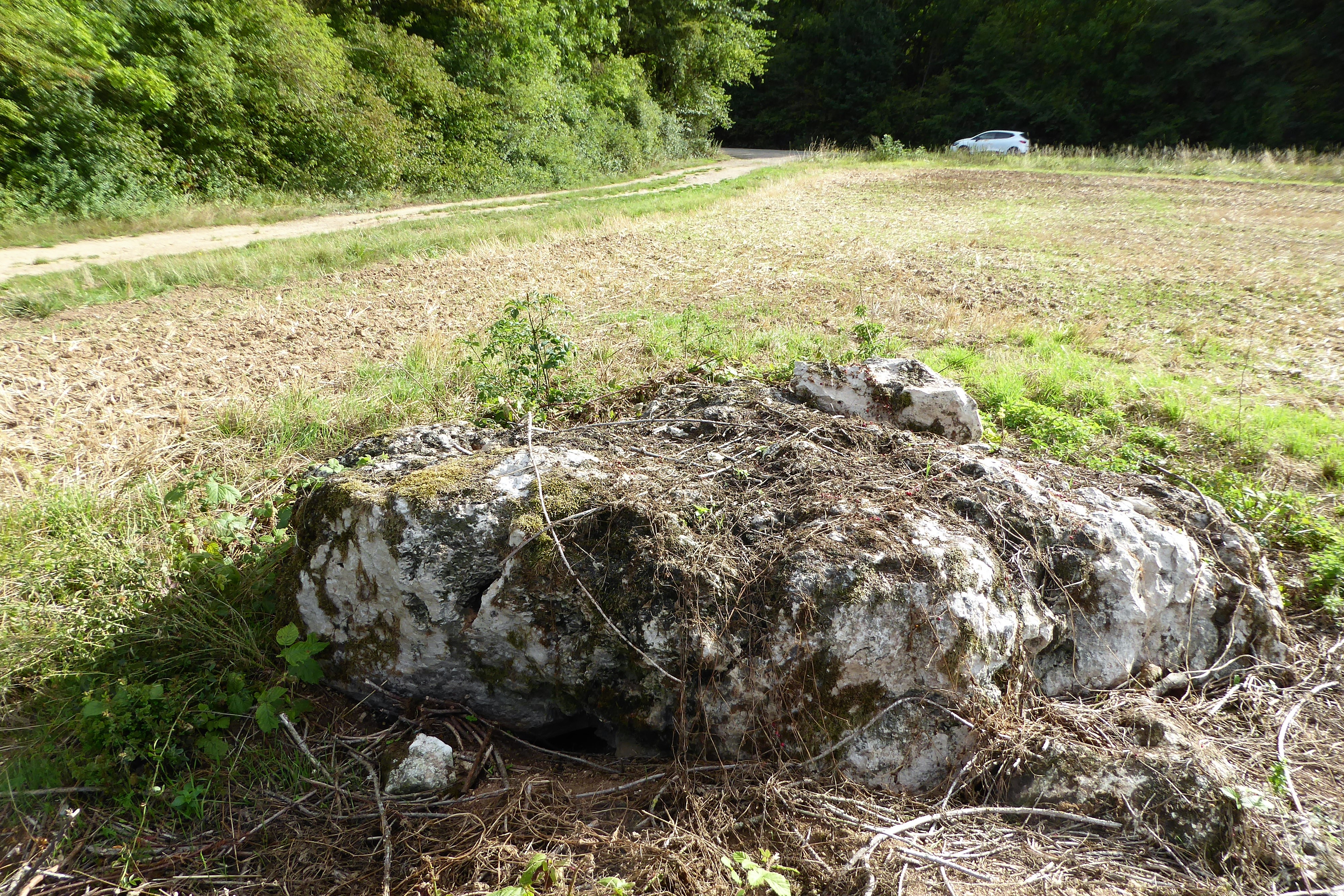
La Pierre Complissée.

### Personnalités liées à la commune

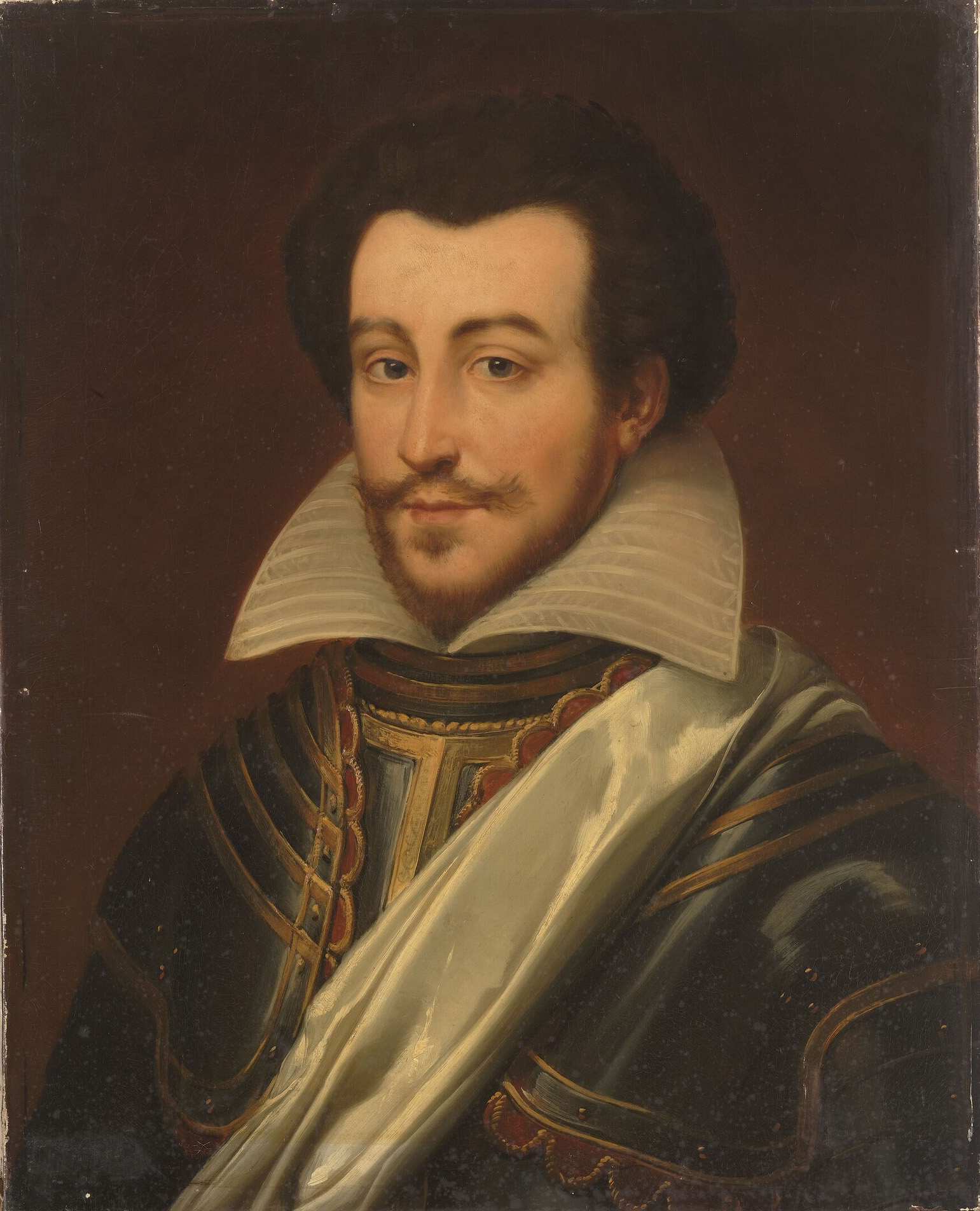
Claude de La Trémoille par Éloi Firmin Féron, 1835.

- Alix de France (1150-1195), fille du roi Louis VII le Jeune et d'Aliénor d'Aquitaine, comtesse de Blois et de Chartres.
- Édouard III (1312-1377), pris par l'orage à Sours avec son armée et qui décida, dans un château de la commune, des modalités du traité de Brétigny.
- Claude de La Trémoille (1566-1604), faisant de Sours une place fortifiée pendant les guerres de Religion.
- Louis de La Saussaye (1801-1878), érudit français.
- Jacques Gautron (1892-1974), maire de Sours, sénateur d'Eure-et-Loir, né et mort à Sours.